# Concours Cavaillé
Le concours Cavaillé est une procédure lancée en 1975 par Marcel Cavaillé, secrétaire d'État aux Transports, pour promouvoir le retour du tramway — alors dénommé métro léger — dans les villes françaises.

## Origines
Au début des années 1970, il devient évident pour certains que la politique du « tout-voiture » a ses limites. La phrase du président Georges Pompidou, « Il faut adapter la ville à la voiture », n’est plus dans l’air du temps. Le choc pétrolier de 1973, la pollution, l’engorgement des villes par les véhicules commencent à faire réfléchir… Pour les villes moyennes, le métro est un mode de transport trop onéreux ; en revanche, le bus ne suffit pas toujours, notamment en termes de capacité. 
Mais à cette époque, le tramway est encore loin d’avoir gagné la partie. L’opinion publique est encore marquée par le souvenir des anciens véhicules de tramways bruyants, lents, aux voies abimées, usées et dangereuses. Le mot de « tramway » étant tabou, dans sa missive, le secrétaire d’État ne l’a pas employé explicitement. Ce mode de transport a alors encore une image déplorable et rétrograde en Europe. Exemple humoristique très significatif : l'auteur de bandes dessinées André Franquin fait utiliser à son héros Gaston Lagaffe un tramway comme casse-noix. L’inénarrable gaffeur fait ainsi dérailler le convoi.

## Le concours
Le 27 février 1975, le secrétaire d’État aux Transports du gouvernement de Jacques Chirac, Marcel Cavaillé, envoie une lettre aux maires de huit villes : Bordeaux, Grenoble, Nancy, Nice, Rouen, Strasbourg, Toulon et Toulouse. Il invite ces métropoles à étudier la possibilité de réintroduire le tramway dans leur cité. Il mentionne la « nécessité d’arrêter les choix techniques et les échéanciers de réalisation (…) et d’étudier au plus vite des solutions utilisant au maximum la voirie actuelle et recourant à un minimum d’infrastructures nouvelles, en particulier souterraines. »
À la lettre s’ajoute en août 1975 un concours sur les caractéristiques d’un transport urbain guidé, électrique, pouvant utiliser la voirie existante. Il tend à prouver que le tramway est le seul mode de transport de ce créneau, intermédiaire entre le bus et le métro, rejetant les transports futuristes que prônent les politiques de l’époque.
Le résultat obtenu par l’opération Cavaillé est double : les lauréats du concours pour le matériel roulant ont été désignés en juin 1976 : Alsthom et Francorail-MTE d’une part, qui ont dans leurs cartons les dessins du futur tramway français standard, et Matra, La Brugeoise et Nivelles, et TCO, d’autre part. Du côté des collectivités locales pressenties, aucune ne s’est manifestée après les résultats du concours.

## Le renouveau du tramway français
En 1981, il ne reste que les réseaux du tramway de Saint Etienne, du tramway de Marseille et le tramway de Lille en service depuis leur création aux alentours du début du XXe siècle. Nantes, où l’ancien tram, disparu en 1958, était appelé « le péril jaune », va être la première ville à se lancer dans l’aventure. Curieusement, elle n’était pas incluse dans la liste de Marcel Cavaillé, peut-être car elle avait d'abord envisagé de se doter d'un métro. Le choix de la municipalité, conduite par Alain Chenard (PS), est alors très politique. Le maire y perdra son fauteuil à l’élection suivante en 1983. Mais deux ans plus tard, avec la mise en service de l’infrastructure, les Nantais vont être rapidement conquis. Et le succès est au rendez-vous. Le tram transportait, en 2006, 460 000 passagers par jour.
En 1987, Nantes est suivie par Grenoble. La mise en service s’accompagne d’une « requalification » des quartiers où passent les trams. Dans le même temps, les rames sont dotés d’un plancher surbaissé qui permet à n’importe qui de les emprunter.
Autre expérience qui relance le phénomène : celle de Strasbourg. Là encore, le dossier a été éminemment politique. En 1989, la liste de gauche, conduite par Catherine Trautmann (PS), avait clairement annoncé qu’elle renoncerait au projet de métro VAL, défendue par la municipalité de droite sortante. En échange, elle proposait la mise en service d’un tramway pour en faire un moyen de lutte contre l’asphyxie automobile et un instrument de politique urbaine. Elle est élue sur ce projet[réf. souhaitée].
Le tramway alsacien est inauguré en 1994. Un plan de circulation interdit la traversée de l’« hyper-centre ». Des « parkings-relais » sont installés aux portes de la ville, tandis que sont développées pistes cyclables et zones piétonnières. En quelques années, la fréquentation des transports publics augmente de 50 %, le centre-ville et le commerce sont dynamisés[réf. souhaitée]. On compte par ailleurs 17 % de voitures en moins[réf. souhaitée] au cœur de la cité. Un succès qui permet à Catherine Trautmann d’être réélue[réf. souhaitée] en 1995.

## Les suites

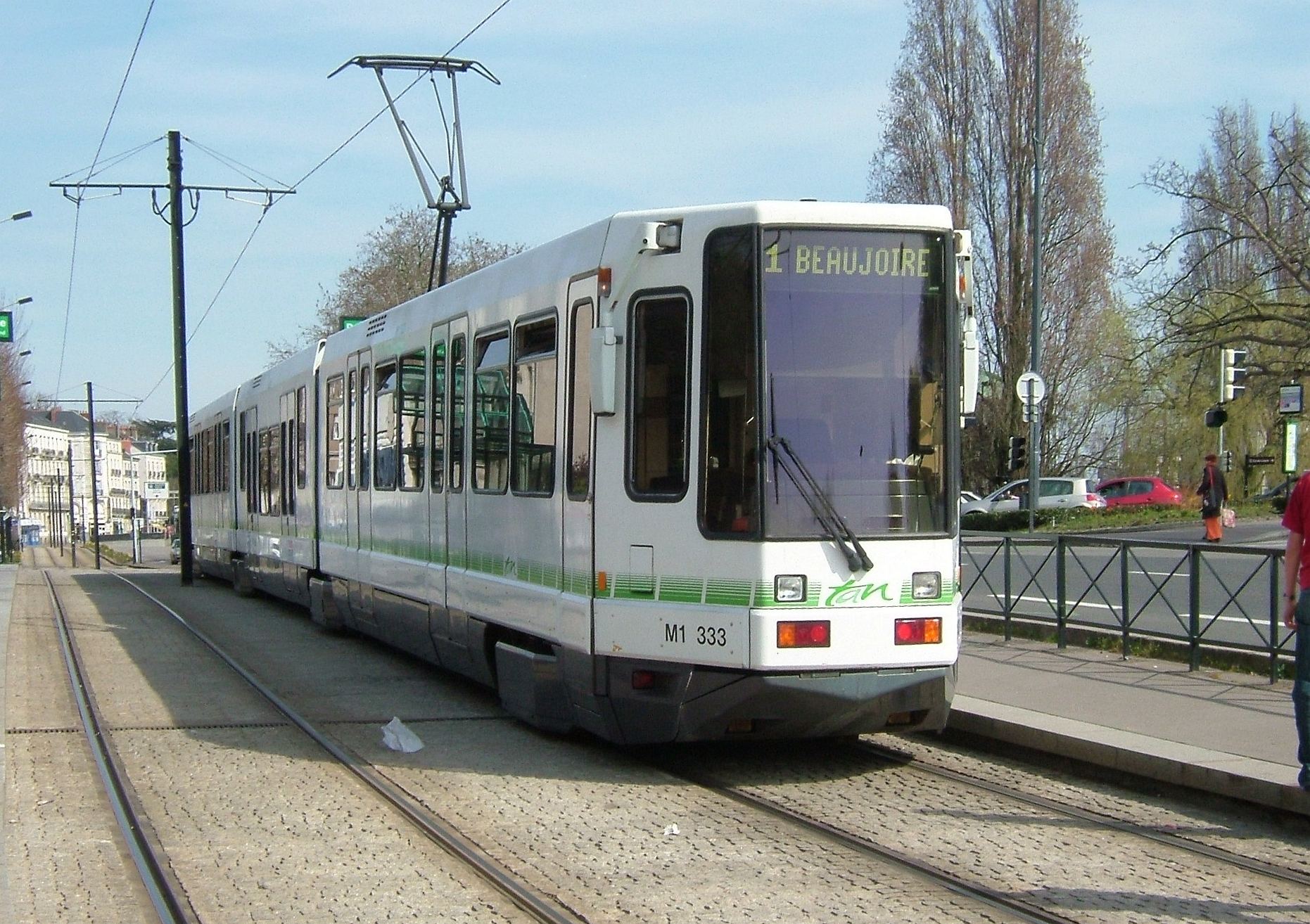
Une rame TFS du tramway de Nantes.

C'est finalement Nantes, qui n'avait pas été consulté dans le cadre du concours Cavaillé, qui se lance seul dans un projet de tramway moderne en site propre, en 1978. Le matériel roulant développé par Alstom vise d'ailleurs à devenir le Tramway français standard (TFS).
Par la suite, parmi les huit villes du concours, six ont choisi le tramway classique plus ou moins tôt :
- Tramway de Grenoble, mis en service en 1987 ;
- Tramway de Rouen, mis en service en 1994 ;
- Tramway de Strasbourg, mis en service en 1994 ;
- Tramway de Bordeaux, mis en service en 2003 ;
- Tramway de Nice, mis en service en 2007 ;
- Toulouse, ville où Marcel Cavaillé fut adjoint au maire, a construit un réseau de tramway sur le tard. Mise en service le 11 décembre 2010, cette ligne arrive après la construction de deux lignes de métro type « VAL », décidées à l'époque du concours.

Réseaux de métro, tramways, trolleybus en France fin 2017.

Nancy ayant préféré tenter l'aventure du Transport sur voie réservée ou TVR (présenté comme « tramway sur pneumatiques ») et Toulon vers un maxi-bus à guidage optique qui n'a, en 2017, encore pas vu le jour.
Inauguré en 1994, le tramway de Rouen est un peu un cas à part dans la mesure où il est en partie souterrain, une configuration habituellement qualifiée de « métro léger », et ce bien que la majorité de son parcours ne soit pas en site propre intégral. Le qualificatif de « métro » est employé par la ville et les services de transports, mais semble faire débat.
À l'instar de Nantes, d'autres villes non-concernées par le concours s'intéresseront au tramway avant l'an 2000 : près d'une trentaine d'agglomérations ont ainsi adoptées ce mode de transport depuis les années 1980 ou s'apprêtent à le faire.